# Solo noi (Achille Lauro)
Solo noi è un singolo del cantautore e rapper italiano Achille Lauro, pubblicato il 19 febbraio 2021 come primo estratto dal sesto album in studio Lauro.

## Tracce
1. Solo noi – 3:13

## Classifiche
| Classifica (2021) | Posizione massima |
| ----------------- | ----------------- |
| Italia            | 36                |